# Овсень (бог)
Овсень, або Авсень, або Таусень — один з богів давньоукраїнського пантеону. Бог поліття, осені, врожаю й статків. Бог, який прокладає шлях до різдва Коляди. Божество родючості й осені у народів, які вирощували овес. Вважалося, що Овсень розподіляє між людьми земні дари.
Зображувався у вигляді вершника на коні з плодами в руках та в мішку. На честь нього (під час ритуалів) пекли хлібину-коровай боговицю.
За однією із версій Овсень син Майї та Дажбога і брат-близнець бога Коляди

## Дивись також
- Жицень
- Овсень

## Виноски
1. 1 2  Войтович, Валерій Миколайович. (2002). Українська міфологія. Київ: Либідь. с. 345—346.
2. ↑  Shevchenko, V. M. (2004). Slovnyk-dovidnyk z relihii︠e︡znavstva. Kyïv: Nauk. dumka. с. 255. ISBN 9660007574. OCLC 55970441.
3. ↑  Dmytrivna., Kusaĭkina, Nina (2009). Tvoi︠a︡ kraïna--Ukraïna : ent︠s︡yklopedii︠a︡ ukraïnsʹkoho narodoznavstva. Kharkiv: Vydavnychyĭ dim Shkola. с. 276. ISBN 9789664290163. OCLC 319535428.
4. ↑  Kazakov, Vadim Stanislavovich; Казаков, Вадим Станиславович (2006). Mir slavi︠a︡nskikh bogov (вид. 5. izd., perer. i dop). Moskva: Russkai︠a︡ Pravda. ISBN 5924300714. OCLC 86201255.
5. ↑  Asov, A. I. (2008). Bogi slavi︠a︡n i rozhdenie Rusi. Moskva: Veche. с. 208—209. ISBN 9785953326001. OCLC 302283661.

## Джерело
- Калашников В. И. Боги древних славян. — М.: Белый город, 2001. — 47 с.

- Плачинда С. П. Словник давньоукраїнської міфології: — К.: Укр. письменник, 1993. — C 39.